# Коцофенешть (Прахова)
Коцофенешть, Коцофенешті (рум. Coțofenești) — село у повіті Прахова в Румунії. Входить до складу комуни Вербілеу.
Село розташоване на відстані 77 км на північ від Бухареста, 21 км на північ від Плоєшті, 65 км на південний схід від Брашова.

## Населення
За даними перепису населення 2002 року у селі проживали 935 осіб, усі — румуни. Усі жителі села рідною мовою назвали румунську.